# تمثال الفتى ذو الحذاء المرشح

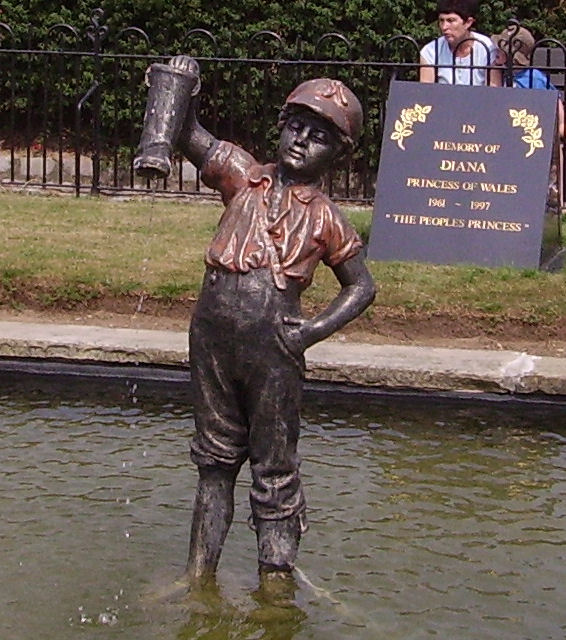
التمثال في نافورة بمدينة كليثوربس إنجلترا

تمثال الفتى ذو الحذاء المرشح (بالإنجليزية:  The Boy witl the Leaking Boot)‏ (ويطلق عليه أحيانا Leaky)، يسمى التمثال أيضاً بالفتى المهاجر والحذاء سيء الحظ. هو أحد التماثيل التي تصور فتى صغيراً ممسكاً بحذاءه الأيمن وناظراً إليه. يبلغ طول التمثال 4 أقدام، وفي أغلب الأحيان يكون على شكل نافورة تتدفق مياهها من ثقب الحذاء.
أصل هذا التمثال غامض، فيقال أنه كان هناك فتى يبيع الجرائد وغرق، أو أنه كان بائعاً متجولاً في الجيش الأمريكي حدث وأن حمل المياه في حذاءه ليساعد رفاقه الجرحى، وقيل غير ذلك.
‌